# Heinz Rühmann
Heinz Rühmann, pseudonimo di Heinrich Wilhelm Rühmann (Essen, 7 marzo 1902 – Berg, 3 ottobre 1994), è stato un attore tedesco.

## Biografia
Dopo il suo esordio nel 1920, Rühmann acquistò in breve vastissima popolarità sulle scene per l'alto livello della sua arte di attore comico.
Attivo a Monaco di Baviera e a Berlino, dove lavorò anche per Max Reinhardt, nonché a Vienna, l'attore ha interpretato una vastissima gamma di personaggi, dal repertorio comico classico, alla pochade francese, alla commedia brillante americana.
Nel cinema, della sua vasta filmografia, va ricordata la sua interpretazione, costruita con un notevole gioco di sfumature, ne Il capitano di Koepenick di Helmut Käutner, tratto dalla commedia omonima di Carl Zuckmayer.
Detiene tuttora il record di premi Bambi vinti: 12.
Si è sposato tre volte: prima dal 1924 al 1938 con Maria Herbot; poi nel 1939 con l'attrice Hertha Feiler morta di cancro nel 1970; poi nel 1974 fino alla morte con Hertha Droemer.
Dalla seconda moglie, ha avuto un figlio, Peter, ingegnere e cattedratico.

## Filmografia parziale

### Attore
- Das deutsche Mutterherz, regia di Géza von Bolváry (1926)
- Das Mädchen mit den fünf Nullen, regia di Curtis Bernhardt (1927)
- La sirenetta dell'autostrada (Die Drei von der Tankstelle), regia di Wilhelm Thiele (1930)
- La frenesia dell'avventura (Einbrecher), regia di Hanns Schwarz (1930)
- L'uomo che cerca il suo assassino (Der Mann, der seinen Mörder sucht), regia di Robert Siodmak (1931)
- Bomben auf Monte Carlo, regia di Hanns Schwarz (1931)
- Mia moglie, che imbrogliona!  (Meine Frau, die Hochstaplerin), regia di Kurt Gerron (1931)
- L'avventura del cassiere (Der brave Sünder), regia di Fritz Kortner (1931)
- Man braucht kein Geld, regia di Carl Boese (1931)
- Der Stolz der 3. Kompanie, regia di Fred Sauer (1932)
- Es wird schon wieder besser, regia di Kurt Gerron (1932)
- Strich durch die Rechnung, regia di Alfred Zeisler (1932)
- Ich und die Kaiserin, regia di Friedrich Hollaender (1933)
- Lachende Erben, regia di Max Ophüls (1933)
- Ritorno alla felicità (Heimkehr ins Glück), regia di Carl Boese (1933)
- Drei blaue Jungs, ein blondes Mädel, regia di Carl Boese (1933)
- Alle machen mit, regia di Franz Wenzler (1933)
- Es gibt nur eine Liebe, regia di Johannes Meyer (1933)
- Die Finanzen des Großherzogs, regia di Gustaf Gründgens (1934)
- So ein Flegel, regia di Robert A. Stemmle (1934)
- Pipin, der Kurze, regia di Carl Heinz Wolff (1934)
- Ein Walzer für dich, regia di Georg Zoch (1934)
- Frasquita, regia di Karel Lamac (1934)
- Heinz im Mond, regia di Robert A. Stemmle (1934)
- Der Himmel auf Erden, regia di E. W. Emo (1935)
- Eva, regia di Johannes Riemann (1935)
- Desiderata (Wer zuletzt küßt...), regia di E. W. Emo (1936)
- Allegria (Allotria), regia di Willi Forst (1936)
- Lumpacivagabundus, regia di Géza von Bolváry (1936)
- Sherlock Holmes (Der Mann, der Sherlock Holmes war), regia di Karl Hartl (1937)
- Il marito a modo mio (Der Mustergatte), regia di Wolfgang Liebeneier (1937)
- Die Umwege des schönen Karl, regia di Carl Froelich (1938)
- Cinque milioni in cerca d'erede (5 Millionen suchen einen Erben), regia di Carl Boese (1938)
- Nanu, Sie kennen Korff noch nicht?, regia di Fritz Holl (1938)
- 13 Stühle, regia di E. W. Emo (1938)
- Papà cerca moglie (Hurra, ich bin Papa!), regia di Kurt Hoffmann (1939)
- Kleider machen Leute, regia di Helmut Käutner  (1940)
- Concerto a richiesta (Wunschkonzert), regia di Eduard von Borsody (1940)
- Hauptsache glücklich!, regia di Theo Lingen (1941)
- Quax, der Bruchpilot, regia di Kurt Hoffmann (1941)
- Ti affido mia moglie, regia di Kurt Hoffmann (1943)
- Professore, voglio Eva (Die Feuerzangenbowle), regia di Helmut Weiss (1944)
- Quax in Afrika, del 1945-1953 regia di Helmut Weiss
- Sag' die Wahrheit, (1946)
- Das kann jedem passieren, regia di Paul Verhoeven (1952)
- Schäm' dich, Brigitte!, regia di E. W. Emo (1952)
- Keine Angst vor großen Tieren, (1953)
- Briefträger Müller, regia di Heinz Rühmann (1953)
- Auf der Reeperbahn nachts um halb eins, (1954)
- Zwischenlandung in Paris (Escale à Orly), (1955)
- Wenn der Vater with dem Sohne, (1955)
- Das Sonntagskind, regia di Kurt Meisel (1956)
- Il capitano di Koepenick (Der Hauptmann von Köpenick), regia di Helmut Käutner (1956)
- Vater sein dagegen sehr,  regia di Kurt Meisel (1957)
- Il mostro di Mägendorf (Es geschah am hellichten Tag), regia di Ladislao Vajda (1958)
- Eiserner Gustav, regia di Georg Hurdalek (1958)
- Der Mann, der nicht nein sagen konnte, regia di Kurt Früh (1958)
- Der Pauker, regia di Axel von Ambesser (1958)
- Grand Hotel (Menschen im Hotel), regia di Gottfried Reinhardt (1959)
- Ein Mann geht durch die Wand, (1959)
- Nella morsa della S.S. (Mein Schulfreund), regia di Robert Siodmak (1960)
- Il bravo soldato Schwejk (Der brave Soldat Schwejk), regia di Axel von Ambesser (1960)
- Das schwarze Schaf (1960)
- Er kanns nicht lassen, regia di Axel von Ambesser (1962)
- Max, der Taschendieb (1962)
- L'eredità della zia d'America (Das Haus in Montevideo), regia di Helmut Käutner (1963)
- La nave dei folli (Ship of Fools), regia di Stanley Kramer (1965)
- Das Liebeskarussell (1965)
- Dr. med. Hiob Prätorius (1965)|Dr. med. Hiob Prätorius (1965)
- Hokuspokus oder: Wie lasse ich meinen Mann verschwinden...? (1966)
- La Bourse et la Vie, regia di Jean-Pierre Mocky (1966)
- Il caso difficile del commissario Maigret (Maigret und sein größter Fall), regia di Alfred Weidenmann (1966)
- Die Abenteuer des Kardinal Brown, regia di Pater-Brown-Film (1967)
- Operazione San Pietro, regia di Lucio Fulci (1967)
- Der Tod des Handlungsreisenden, film TV (1968)
- Die Ente klingelt um 1/2 8 (1968)
- Mein Freund Harvey, film TV (1969)
- Oh Jonathan, oh Jonathan! (1973)
- Gefundenes Fressen (1977)
- Das Chinesische Wunder (1977)
- Noch 'ne Oper, film TV, regia di Heinz Erhardt (1979)
- Balthasar im Stau, film per la TV (1979)
- Ein Zug nach Manhattan, film TV, regia di Rolf von Sydow (1981)
- Es gibt noch Haselnuß-Sträucher, regia di Vojtěch Jasný – film TV (1983)
- Così lontano così vicino (In weiter Ferne, so nah!), regia di Wim Wenders (1993)

## Doppiatori italiani
- Stefano Sibaldi in Il mostro di Mägendorf, Nella morsa della S.S., Il caso difficile del commissario Maigret
- Bruno Persa in Operazione San Pietro